# Nazionale maschile under 19 di calcio del Brasile
La nazionale di calcio del Brasile Under-19 è una delle principali risorse per giovani calciatori della Federcalcio brasiliana (CBF) e per la Nazionale A.